# Antiporus
Antiporus is een geslacht van kevers uit de familie  waterroofkevers (Dytiscidae).
Het geslacht is voor het eerst wetenschappelijk beschreven in 1882 door Sharp.

## Soorten
Het geslacht omvat de volgende soorten:
- Antiporus bakewellii (Clark, 1862)
- Antiporus blakeii (Clark, 1862)
- Antiporus femoralis (Boheman, 1858)
- Antiporus gilbertii (Clark, 1862)
- Antiporus gottwaldi Hendrich, 2001
- Antiporus hollingsworthi Watts, 1997
- Antiporus interrogationis (Clark, 1862)
- Antiporus jenniferae Watts, 1997
- Antiporus mcraeae Watts & Pinder, 2000
- Antiporus pembertoni Watts, 1997
- Antiporus pennifoldae Watts & Pinder, 2000
- Antiporus simplex Watts, 1978
- Antiporus uncifer Sharp, 1882
- Antiporus willyamsi Watts, 1997
- Antiporus wilsoni Watts, 1978